# Hennebont
Hennebont (tiếng Breton: Henbont) là một xã ở tỉnh Morbihan trong vùng Bretagne tây bắc Pháp. Xã này có diện tích 18,57 km², dân số năm 1999 là 13.412 người. Khu vực này có độ cao trung bình 5 mét trên mực nước biển.
Hennebont có cự ly khoảng 10 dặm Anh so với cửa sông Blavet, một con sông chia xã này làm hai phần của Ville Close, một xã có tường thành bao quanh và một xã cổ thế kỷ 17 Ville Neuve nằm bên tả ngạn còn hữu ngạn là phần cổ hơn the Vieille Ville. Ở xã này có vườn thực vật de Kerbihan
Cư dân của Hennebont danh xưng trong tiếng Pháp là Hennebontais.

## Tiếng Bretagne
Năm 2007, có 5,6% trẻ em học trường song ngữ ở cấp tiểu học.

## Thị trấn kết nghĩa
Hennebont kết nghĩa với:
- Kronach, Bavaria, Đức
- Mourdiah, Mali
- Mumbles, Wales, Anh quốc